# Allée Georges-Besse
L'allée Georges Besse est une voie du 14e arrondissement de Paris, capitale de la France.

## Situation et accès

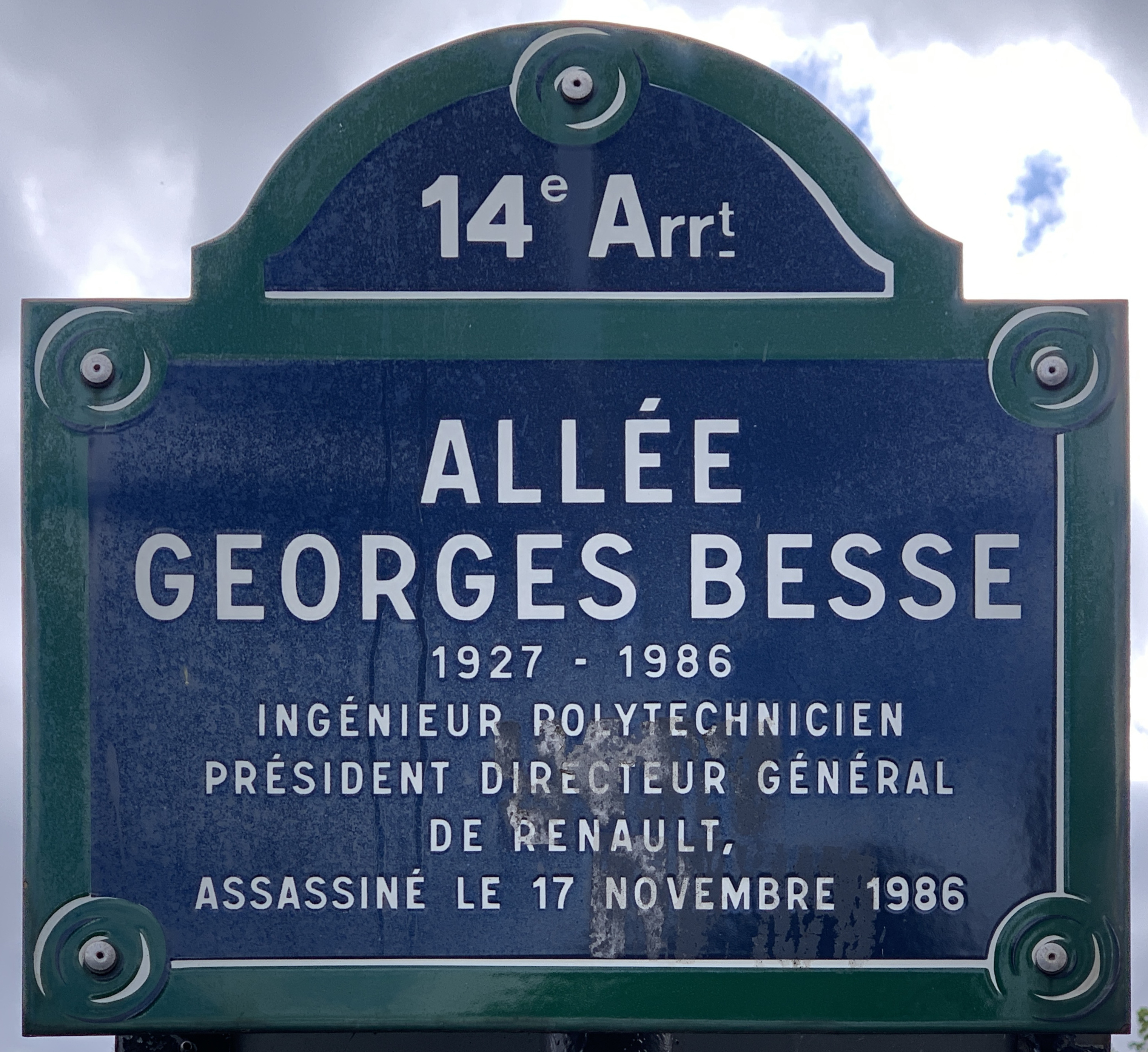
Plaque de l'allée.

L'allée Georges-Besse est le terre-plein central situé entre les deux voies de circulation du boulevard Edgar-Quinet. Ses extrémités sont la rue du Montparnasse et le boulevard Raspail.
L'allée est accessible par la ligne de métro 6 à la station Edgar Quinet.

## Origine du nom
L'allée tient son nom de Georges Besse, ingénieur polytechnicien et président directeur général de Renault. 
Le nom de la voie fait référence au voisinage du boulevard Edgar-Quinet où se trouvait son domicile, devant lequel Georges Besse fut assassiné le 17 novembre 1986 par le groupe terroriste d'extrême gauche Action directe.

## Historique
La voie a reçu sa dénomination par un arrêté municipal en date du 15 novembre 1996, dix ans après l'assassinat de Georges Besse. 
Originellement dévolue au stationnement automobile, l'allée fut réaménagée au profit des piétons, des vélos et rollers. Son nouvel aménagement a été inauguré le 25 juin 2005.